# 女神の天秤
『女神の天秤』（めがみのてんびん）は、1996年10月16日から1998年3月11日までTBSにて毎週水曜21:00 - 21:54 (JST) に放送された事件ドキュメンタリー番組である。
テーマは「犯罪、なぜ魔をさしたのか？果たして罪の重さを量るものは？」

## 概要
オウム真理教のビデオテープ事件で打ち切られた報道番組『スペースJ』の前半1時間枠の後番組として放送が開始された。
犯罪者の経歴を振り返り、何が要因で犯罪に走ったかを推察する。番組内で紹介された犯罪者は、阿部定のようなメジャーな人物から、マイナーな人物まで幅広い。番組開始時はデイヴィッド・バーコウィッツやエイミー・フィッシャーなど海外の犯罪者が取り上げられたが、のちに日本国内の犯罪者が中心となった。
番組で放送される事件の概要や顛末を描いたVTRでは、知名度が高い事件の犯罪者（永山則夫など）以外は、犯罪者、被害者とも仮名とされた。また、紹介された事件も比較的近年に発生したものが多く、1974年に発生したピアノ騒音殺人事件をはじめ、1979年の「三菱銀行北畠支店籠城事件」や1983年の「練馬区一家殴殺ミンチ事件」など、凄惨な内容であり、また、事件関係者が健在という、デリケートな対応が必要な事件でも積極的に取り扱われた。
ロゴには、タイトル文字に天秤と剣を合わせたものが表現され、スタジオセットには正義の女神像（目隠しをし、右手に天秤を掲げる姿）が置かれた。
関口は「二、三年前から温めていた企画」と語り、「ニュースでは、どんな犯罪でだれが犯人かで終わってしまうけれど、何がそうさせたかを探りたい。」と話していた。

## 出演者

### 司会
- 関口宏（全体の進行）
- 内藤剛志（ストーリーテラー的役割）

### アシスタント
- 廣嶋直子[2]

### ナレーター
- 雪乃五月
- 垂木勉
- 湯浅真由美
- 屋良有作
- 郷里大輔
- 水内清光
- 鈴木渢
- 井上真樹夫
- ほか

### テーマ音楽担当者
- 佐藤允彦

## スタッフ
- 構成：武田隆  ,平松邦宏
- 美術：見崎拓城
- アートディレクション：FINE ARTS
- TD：田村正己
- カメラ：磯田利明
- VE：工藤久哉
- 照明：笹川満
- 音声：高橋亮一
- 音効：金子喜久夫、黒金和夫
- マルチ：浜渕真一
- スタイリスト：藤井享子、大野美智子
- 協力：コスモ・スペース(技術)、東京スタッフ、メイコーマルチアート、緑山スタジオ・シティ、阿吽(照明)
- 演出：大下広、清水晃、中根三美
- プロデューサー：宮井良則、中島真弓、田中義紀
- 企画協力：三桂
- 制作協力：グランチャイルド、IVSテレビ制作、TVSTATION
- 製作著作：TBS

## 関連番組
- ザ!世界仰天ニュース：本番組と同じく、事件の概要と犯人の経歴を特集する番組。日本テレビ系列。

| TBS 水曜21時台（1996年10月 - 1998年3月） | TBS 水曜21時台（1996年10月 - 1998年3月） | TBS 水曜21時台（1996年10月 - 1998年3月） |
| 前番組                                   | 番組名                                   | 次番組                                   |
| ---------------------------------------- | ---------------------------------------- | ---------------------------------------- |
| スペースJ ※21:00 - 22:25                 | 女神の天秤                               | はばたけ!ペンギン                        |